# Indocalamus
Genre
Indocalamus est un genre de plantes monocotylédones de la famille des Poaceae, sous-famille des Bambusoideae, originaire d'Asie tropicale. Ce sont des bambous à large feuilles, que l'on retrouve notamment dans différentes régions de Chine et d'Asie du Sud-Est
Les feuilles d'Indocalamus tessellatus (chinois simplifié : 箬竹 ; pinyin : ruòzhú) et Indocalamus latifolius sont notamment utilisées pour la confection des zongzi, sorte de berlingots de riz gluant fourrés de différents ingrédients, entourés de ces feuilles et bouillis, ou réchauffés à la vapeur.

## Liste d'espèces
Espèces 
1. Indocalamus amplexicaulis - Guangdong
2. Indocalamus barbatus - Guangxi
3. Indocalamus bashanensis - Sichuan
4. Indocalamus chebalingensis - Guangdong
5. Indocalamus chishuiensis - Guizhou
6. Indocalamus confertus - Sichuan
7. Indocalamus cordatus - Jiangxi
8. Indocalamus decorus  - Guangxi
9. Indocalamus emeiensis - Sichuan
10. Indocalamus guangdongensis - Guangdong, Guangxi, Guizhou, Hubei, Hunan
11. Indocalamus herklotsii - Hong Kong
12. Indocalamus hirsutissimus - Guizhou
13. Indocalamus hirtivaginatus - Jiangxi
14. Indocalamus hispidus - Sichuan
15. Indocalamus hunanensis - Chongqing, Hunan, Sichuan
16. Indocalamus inaequilaterus - Guangdong
17. Indocalamus jinpingensis - Yunnan
18. Indocalamus latifolius - Anhui, Henan, Hubei, Jiangsu, Shaanxi, Shanxi
19. Indocalamus longiauritus - Fujian, Guangdong, Guangxi, Guizhou, Henan, Hunan, Jiangxi, Sichuan, Zhejiang
20. Indocalamus macrophyllus - Fujian
21. Indocalamus multinervis - Guangdong
22. Indocalamus pedalis - Sichuan
23. Indocalamus petelotii - Laos, Vietnam
24. Indocalamus pseudosinicus - Guangdong, Guangxi, Hainan
25. Indocalamus pumilus - Guangxi
26. Indocalamus quadratus - Guizhou, Hunan
27. Indocalamus sinicus - Guangdong, Hainan
28. Indocalamus suichuanensis - Jiangxi
29. Indocalamus tessellatus - Hunan, Zhejiang
30. Indocalamus tongchuensis - Fujian
31. Indocalamus victorialis - Sichuan
32. Indocalamus wilsonii - Guizhou, Hubei, Sichuan
33. Indocalamus youxiuensis - Sichuan

Espèces précédemment incluses dans ce genre
Voir : Acidosasa, Ampelocalamus, Arundinaria, Bashania, Bonia, Fargesia, Pleioblastus, Pseudosasa, Sinobambusa, Yushania.
- Indocalamus actinotrichus - Ampelocalamus actinotrichus
- Indocalamus andropogonoides - Yushania andropogonoides
- Indocalamus basihirsutus - Yushania basihirsuta
- Indocalamus confusus - Yushania confusa
- Indocalamus debilis - Arundinaria debilis
- Indocalamus dumetosus - Bashania fargesii
- Indocalamus fargesii - Bashania fargesii
- Indocalamus floribundus - Yushania floribunda
- Indocalamus humilis - Sinobambusa humila
- Indocalamus mairei - Fargesia mairei
- Indocalamus megalothyrsus - Yushania megalothyrsa
- Indocalamus nanunicus - Acidosasa nanunica
- Indocalamus niitakayamensis - Yushania niitakayamensis
- Indocalamus oiwakensis - Yushania niitakayamensis
- Indocalamus pallidiflorus - Pseudosasa pubiflora
- Indocalamus parvifolius - Fargesia hackelii
- Indocalamus pubiflorus - Pseudosasa pubiflora
- Indocalamus rigidulus - Yushania rigidula
- Indocalamus scariosus - Bashania fargesii
- Indocalamus solidus - Bonia saxatilis
- Indocalamus varius - Pleioblastus amarus
- Indocalamus walkerianus - Yushania walkeriana
- Indocalamus wightianus - Yushania wightiana

## Étymologie
Le nom générique « Indocalamus » est dérivé des termes latins indus (indien) et calamus, dérivé du grec κάλαμος (roseau).